# Alfredo Piazzi
Alfredo Piazzi (1865 – 1922) è stato un pedagogista italiano.
Di origini valtellinesi, è stato docente all'Accademia scientifico-letteraria di Milano, al Liceo classico Vincenzo Gioberti di Torino e ha insegnato Pedagogia all'Università degli Studi di Pavia.
Direttore della "Rivista Pedagogica" e sostenitore, insieme a Michele Kerbaker e Carlo Cantoni, della libertà degli ordinamenti didattici, fu contrastato da Giovanni Gentile, Ministro della pubblica istruzione dal 1922 al 1924 e autore della Riforma Gentile.